# Parupeneus multifasciatus
Espèce
Statut de conservation UICN

 LC  : Préoccupation mineure
Parupeneus multifasciatus, le Rouget à trois bandes ou Capucin à trois selles, est une espèce de poissons appartenant à la famille des Mullidae.